# Saint-Gildas-des-Bois
Saint-Gildas-des-Bois é uma comuna francesa na região administrativa da Pays de la Loire, no departamento de Loire-Atlantique. Estende-se por uma área de 33,42 km², com 3 059 habitantes, segundo os censos de 1999, com uma densidade de 91 hab/km².